# Punta Rock
Punta Rock ist ein Musikstil der zentralamerikanischen Karibikküste, der traditionelle Punta-Rhythmen mit moderner Popmusik kombiniert. Entsprechend der geographischen Verbreitung des Punta wird Punta Rock fast ausschließlich in den Siedlungsgebieten der Garifuna in Belize, Honduras und Guatemala sowie in US-Städten mit signifikanten Garifuna-Gemeinschaften gespielt und gehört.

## Geschichte
Die Garifuna, Mischlinge aus westafrikanischen Sklaven und Kariben, siedelten sich im 19. Jahrhundert in ihren heutigen Siedlungsgebieten an. Sie brachten den Punta-Tanz mit sich, einen Fruchtbarkeitstanz afrikanischen Ursprungs, der mittels Trommeln, Maracas und als Schlaginstrumente genutzter Schildkrötenpanzer perkussiv untermalt wurde. In den 1970er-Jahren sank die Akzeptanz der in Garifuna gesungenen, traditionellen Musik bei der nur noch Englisch sprechenden Jugend. Einer der ersten, der die Punta-Rhythmen mit modernen Instrumenten kombinierte, war der belizische Maler Pen Cayetano, der 1979 die Turtle Shell Band gründete und der traditionellen Musik unter anderem durch den Einsatz von E-Gitarren einen modernen Anstrich gab. In der Folgezeit integrierten weitere Musiker, zum Beispiel Gerald „Lord“ Rhaburn, Elemente aus Calypso, Soca, Reggae, Merengue, Salsa und Hip-Hop in den Punta Rock und gaben ihm so seine heutige Form. Mittlerweile sind die (meist nicht sehr anspruchsvollen) Texte oft wieder in Garifuna gehalten, auch da seit der belizischen Unabhängigkeit 1981 eine erhöhte Nachfrage an nationaler Musik besteht. Ein internationaler Hit war 1991 der Titel Sopa de Caracol der honduranischen Band Banda Blanca. Städte außerhalb des Garifuna-Siedlungsgebiets, in denen aufgrund einer quantitativ relevanten Garifuna-Diaspora eine Punta-Rock-Szene besteht, sind die US-amerikanischen Großstädte Chicago, Los Angeles und New York.

## Interpreten
Bekannte Musiker und Bands, die (auch) Punta Rock spielen, sind:
| Belize    | Aziatic, Pen Cayetano, Griga Boyz, Mohobub Flores, Paul Nabor, Andy Palacio, Punta Rebels, Sounds Incorporated |
| Guatemala | Paula Castillo                                                                                                 |
| Honduras  | Banda Blanca, Góbana, Aurelio Martínez                                                                         |